# スミス都へ行く

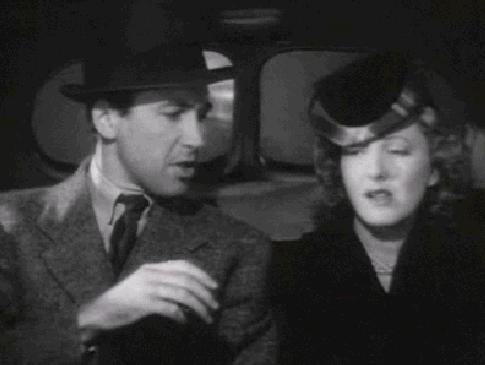
ジェームズ・ステュアート（左）とジーン・アーサー

『スミス都へ行く』（スミスみやこへいく、原題: Mr. Smith Goes to Washington）は、1939年、コロンビア ピクチャーズ製作によるアメリカ映画である。

## 略歴・概要
原作はルイス・R・フォスター（Lewis R. Foster）の『モンタナから来た紳士』。
主人公スミスは田舎のボーイスカウトのリーダーだったが、死亡した上院議員の代わりに、政界に担ぎ出される。スミスはそこで政治の腐敗と単身対決することになる。 
第12回アカデミー賞で、作品賞を含む合計11部門にノミネートされ、原案賞を受賞。主演のジェームズ・ステュアートは、第5回ニューヨーク映画批評家協会賞において男優賞を受賞した。
上院議員が議会で議事妨害（フィリバスター、牛タン戦術)を行う場面がある。
アメリカの政治やロビー活動を描いた作品として評価されている。

## ストーリー
西部の或る州選出の連邦上院議員の1人が急死した。その州では新聞社を経営するジム・テイラーとその一派が、州知事をはじめとする政治家と共に、新規ダム建設に関する大規模な不正を行っていた。テイラーはある土地を二束三文で買い占めてから、その土地に政府のダムを誘致し、莫大な利益を得る計画を持っていた。連邦政府の歳出法案を可決しダムの誘致を成功させるためには早急に新しい上院議員を選出しなければならない（注：上院議員が任期途中に死去や辞任した場合、後任者選出は補欠選挙ではなく知事の指名により行われることがある）。しかし後任者選びは難航した。テイラーの言いなりの州知事は迷った挙句、自分の息子たちから強力に提案されて知ることとなった、ボーイスカウトの団長を務める青年ジェファソン・スミスを指名した。スミスは子供たちから絶大な人気があり、その親からの票が望めることと、理想は高いが政治に無知で単純で、テイラーの傀儡にしやすいことがその理由であった。そしてスミスは上院議員に指名され、首都ワシントンで政治家となる。
出発の日、スミスはもう1人の同州選出連邦上院議員のペインと一緒に列車に乗り込んだ。ペインは次の大統領選挙で党の候補者にもなり得る有力議員である。偶然にもスミスの父親クレイトンとペインは志を同じくする親友だった。かつてクレイトンはジャーナリスト、ペインは弁護士として巨悪と戦っていたのである。クレイトンは1人で巨大な組織を敵に回して雄々しく戦ったが、様々な嫌がらせを受けた挙句、殺されてしまった。スミスはペインに問う「1人の人間が、組織と戦って勝つことは出来ないのでしょうか」。ペインは答える「出来ない」。
ワシントンに到着したスミスだが、若く純朴で世間知らずの田舎者が上院議員になったことを世間が放っておくはずはなかった。スミスの方も脇が甘かったのだが、マスメディアはスミスについてあること無いことを書き立て、世間の笑いものにしてしまった。スミスは激怒し、自分を貶した記者が集う酒場に文句を言いに行った。だがワシントンの政治を嫌と言うほど見てきた記者たちは、スミスを能無しの傀儡呼ばわりし、反対にこてんぱんに言い負かしてしまった。スミスは自分は記者の言う通りの能無しだと自覚させられ、意気消沈して家路についた。その夜、スミスはペインに会いに行き、少しは政治家らしいことをさせて欲しいと懇願する。例えば法案を提出するようなことをだ。ペインはすぐには首を縦に振らなかったが、スミスの熱意に押されたのか、秘書の助けを借りて、元々スミスが希望していた少年のためのキャンプ場を建設する法案を作ってはどうかと言う。スミスは二つ返事で頷く。スミスは女性秘書のサンダースの後押しも受けて、法案を猛スピードで書き上げていった。
ある日の議場。スミスは突然立ち上がり、議場に響き渡る大声で「議長！法案を提出します！」。他の議員たちはスミスを嘲り笑う。議員たちもスミスを能無しの傀儡だと思っているのだ。極度に緊張しているスミスは、時々声を裏返らせながらも自身の法案を読み上げた。スミスの一言ごとに議場は大きな笑いに包まれた。ところが「このキャンプ場はウィレット川のテリー渓谷に位置し…」というくだりに差し掛かったその瞬間、ペインは血相を変え、議場を飛び出していった。傍聴席でこの議会を見物していたテイラーの手下もその後を追う。スミスは知る由もなかったが、スミスはテイラーがダムのために買い占めようとしていた土地に少年キャンプ場を作ろうとしていたのだ。もしスミスの法案が可決されたら、テイラーの陰謀は実現しない。初めての法案の提出を成功裏に終わらせたスミスだったが、彼を取り巻く環境は既に一変していた。父と同じ正義の味方としてスミスが尊敬するペインは、とうの昔に悪に屈服しており、テイラーの不正に手を貸していた。そして、ペインとテイラーはスミスの法案を撤回させるために不気味に蠢き始めていた。
とうとうスミスがダムの不正に気が付くときがきた。ペインがテイラーとグルであることにも。まずはテイラーが、続いてペインが、スミスに対して脅迫に近い説得を行い、ダムの不正に目をつぶることと、キャンプ場建設のための法案を撤回することを要求した。スミスはペインが悪に染まっていたことに衝撃を受けるが、法案の撤回にだけは応じなかった。すると翌日の議会で思いもよらぬ事態が起こった。ペインがスミスを告発したのだ。スミスはキャンプ場予定地に私有地を持っていて、法案は彼自身に利益誘導をするためのものだという。もちろんテイラー一派のでっち上げだ。しかし議員たちは実績の無いスミスよりも、有力議員であるペインの方を信じた。ペインの求めに応じてスミスの疑惑に関する公聴会が開かれることになった。公聴会では、テイラー一派がスミスが不正を働いたとする証拠、証人を次から次へと提出し、スミスはなすすべもなく追いつめられた。とどめにペイン自身が証人台に立ち、嘘八百を並べ立てた。合衆国の政治に絶望したスミスは折角与えられた反論の機会を放棄し、無言で公聴会を後にした。もはやスミスが不正を働いたと信じない者は誰もいなかった。スミスの支持者の子供たちさえも。その後、秘書のサンダースは、荷物をまとめてワシントンを去ろうとしているスミスをリンカーン記念堂の中に見つける。スミスは声を殺して泣いていた。スミスはサンダースに、リンカーンのような政治家に憧れていた自分がいかに愚かだったかを語る。だがサンダースは気弱なスミスを叱咤し、テイラーやペインの巨大な組織と戦えと言った。スミスの父がそうしたように、ひとりぼっちで。「でもどうすればいい」とスミスは尋ねる。「方法があるわ。教えてあげる」とサンダースは答えた。
翌日。議場ではスミスの上院からの追放が満場一致で可決される見込みだった。しかしスミスは議場に現れた。その表情は決意に満ちていた。議場にざわめきが広がった。追放になるのは避けられないのに、今さら何をしようというのか？いよいよスミスの追放決議案が採決されようという時、スミスが突然立ち上がり、議長に発言を求めた「議長！」。傍聴人にまぎれたサンダースも野次を飛ばした「彼に喋らせてちょうだい！」。他の傍聴人もサンダースに同調した「そうだ。彼に喋らせろ！」。面白い見世物を期待したのかも知れない。そして議長はスミスに発言権を与えた。「早く私をクビにしたいようですね。あれだけの証拠があっては無理もありません。しかしその前に申し上げたい。この前は阻止されたが今度は言います。言い終わるまで去りません」。何かを感じ取ったのか、ペインが起立し発言を求めた。議長がスミスに尋ねた「発言権を譲りますか」。「嫌です！」と、スミスは激しく拒否する。「私は昨夜、ある人から教えを受けましてね。議会では他人に発言を譲る必要はないと知りました。つまり好きなだけ話せるのです」。いかなる上院議員も、他の議員の討論をその議員の同意無しには中断させることができない。スミスは上院の規定を利用して議事妨害(フィリバスター、牛タン戦術)を続けることにより、テイラーの不正を全国民に暴露しようと目論んだのだった。
そしてスミス上院議員の最後となるかも知れない演説が始まった。合衆国憲法の朗読をも含め、彼は約25時間もの間休みなく語り続け、アメリカの自由の理想を再確認し、ダム計画の真の動機を明らかにした。しかし、議員は誰も納得しない。地元州のスミスの支持者たちは力を合わせようとするが、テイラーの息がかかった者たちの反対は余りにも強く、埒が明かない。地元州の新聞やラジオ局は、テイラーの命令に従いスミスの発言について全く報道しない。スミス支持のニュースをその機関紙で広めようとするボーイスカウトの努力は、テイラーの手下による少年たちへの悪質な攻撃を引き起こす。全ての希望が失われたように見えたが、スミスが極度に疲労していくに連れ、上院議員たちは注意を払い始める。 ペインは最後の一手として、スミス追放を要求する地元州の人々からの手紙や電報（全てテイラーの差し金によるもの）が山ほど入った箱を議場に持ち込ませる。その知らせに打ちのめされそうになったスミスではあるが、上院議長の優しい笑顔に僅かな希望の光を見出す。スミスは人々が信じてくれるまで演説を続けると誓うが、すぐに気を失って倒れてしまう。自責の念に耐えられなくなったペインは上院議場を飛び出して拳銃で自殺しようとするが、近くにいた同僚議員らに止められる。その後、彼は議場に戻り、ダム計画の真相を暴露する。良心を取り戻したペインは更に自分こそを上院から追放すべきだと主張し、スミスの無実を断言するのだった。

## スタッフ
- 監督・製作：フランク・キャプラ
- 脚本：シドニー・バックマン
- 撮影：ジョセフ・ウォーカー
- 音楽：ディミトリ・ティオムキン

## キャスト
※括弧内は日本語吹替（初回放送1972年3月26日12:00-14:00 東京12ch『日曜ロードショー』）
- ジェフ・スミス - ジェームズ・ステュアート（堀勝之祐）
- サンダース秘書 - ジーン・アーサー（此島愛子）
- ペイン上院議員 - クロード・レインズ（千葉耕市）
- ジム・テイラー - エドワード・アーノルド
- ホッパー州知事 - ガイ・キビー
- ディズ・ムーア - トーマス・ミッチェル
- 上院議長 - ハリー・ケリー

## 関連事項
- ボーイスカウト
- ヤンキードゥードゥル（アルプス一万尺）：テーマソング
- 議事妨害（フィリバスター、filibuster）：長時間の演説などの合法的な手段によって議事の進行を妨げること。
- 牛タン戦術：議事妨害のひとつ。長時間の演説で議事の進行を妨げること。スミスはクライマックスでこれを実践した。
- 牛歩戦術：議事妨害のひとつ。議案の採決に時間をかけ議事の進行を妨げること。牛タン戦術とは区別される。